# Tournoi de Port-Louis
Le Tournoi de Port-Louis est une compétition de judo organisée tous les ans à Port Louis à l'île Maurice par l'AJU (African Judo Union) faisant partie de la Coupe du monde de judo masculine et féminine.

## Palmarès masculin
| World Cup | World Cup        | World Cup     | World Cup         | World Cup        | World Cup    | World Cup         | World Cup      |
| Année     | -60 kg           | -66 kg        | -73 kg            | -81 kg           | -90 kg       | -100 kg           | +100 kg        |
| --------- | ---------------- | ------------- | ----------------- | ---------------- | ------------ | ----------------- | -------------- |
| 2013      | Daniel Le Grange | Lewis Keeble  | Emmanuel Nartey   | Paul Kibikai     | Zack Piontek | Dominic Dugasse   | Gary Guillaume |
| 2014      | Lenin Preciado   | Fethi Nourine | Nick Delpopolo    | Owen Livesey     | Andrew Burns | Lyes Bouyacoub    | Mohamed Tayeb  |
| 2015      | Bekir Ozlu       | Patrick Gagné | Arthur Margelidon | Srđan Mrvaljević | Zack Piontek | Benjamin Fletcher | Renat Saidov   |

## Palmarès féminin
| World Cup | World Cup     | World Cup            | World Cup     | World Cup         | World Cup    | World Cup               | World Cup      |
| Année     | -48 kg        | -52 kg               | -57 kg        | -63 kg            | -70 kg       | -78 kg                  | +78 kg         |
| --------- | ------------- | -------------------- | ------------- | ----------------- | ------------ | ----------------------- | -------------- |
| 2013      | Taciana Lima  | Lisa Kearney         | Zhou Ying     | Esther Augustine  | Chen Fei     | Ding Yuping             | Li Yang        |
| 2014      | Taciana Lima  | Christianne Legentil | Nekoda Davis  | Szandra Szögedi   | Lynn Mossong | Vanessa Mballa Atangana | Marlin Viveros |
| 2015      | Irina Dolgova | Zhanna Stankevich    | Émilie Amaron | Ekaterina Valkova | Assma Niang  | Laia Talarn             | Sonia Asselah  |